# Кравець Олена Юріївна
Оле́на Ю́ріївна Маляшенко, у шлюбі Краве́ць (нар. 1 січня 1977, Кривий Ріг, Дніпропетровська область, Україна) — українська комічна акторка, співачка, телепродюсерка та ведуча. Єдина жінка в команді «Студії Квартал-95», лідерка телешоу «Жіночий квартал», ведуча шоу «Тихий вечір» на телеканалі «Дім».

## Життєпис
Народилася 1 січня 1977 року у Кривому Розі. Батько — металург, а мати — економістка, керувала ощадним банком. З ранніх років проявляла схильність до артистизму: брала участь у шкільній самодіяльності, театральних постановках, вела стінгазету. Вищу освіту здобула у Криворізькому економічному інституті (спеціальність — фінансист-економіст), працювала в Криворізькій філії McDonald's. Здобула популярність в Кривому Розі через «КВК», отримала пропозицію стати ведучою на Криворізькій радіостанції «Радіо Система».
З 1998 року — в команді «95 квартал», з 2003-го разом із компанією «Студія Квартал-95» переїздить до Києва. В шоу грає всі жіночі ролі, серед найчастіших пародій — Юлія Тимошенко, Наталія Королевська. Окрім акторських функцій, також є адміністративною директоркою колективу. Також є ведучою денного інфотейнмент-шоу «Твій День» (з 24 травня 2021 року на телеканалі «1+1»), озвучує мультфільми, виступила співпродюсеркою документального фільму «Легенда. Людмила Гурченко» (2011)[джерело?].
У 2010 року була визнна однією з найкрасивіших жінок України за версією журналу «Viva!».
З початком вторгнення Росії в Україну у лютому 2022 року евакуювалася з дітьми, але цього ж року повернулась у Київ.
У 2024 році на своєму ютуб каналі випустила сімейний подкаст «Вдома Поговоримо».

## Проєкти
- 2014 — Благодійний календар «Щирі», присвячений українському національному костюму та його популяризації (ТЦ «Домосфера» та комунікаційна агенція «Gres Todorchuk»). Кошти від реалізації перераховано на допомогу пораненим бійцям АТО до Київського військового шпиталю та центру волонтерства Українського католицького університету «Волонтерська Сотня» — участь у зйомці[7][8].
- 2016 — Гуманістична ініціатива UAnimals, у т.ч. виступ за заборону експлуатації тварин у цирках[9].

## Особисте життя
З 2002 року одружена з актором студії «95 квартал» Сергієм Кравцем. У шлюбі народила дочку Марію (2003), двійнят Катерину та Івана (серпень 2016).
Серед вподобань — собаки, вишивання, музика, читання, яхтинг.

## Фільмографія

### Акторські роботи
- 2009 — Як козаки… (мюзикл) — Марта, фрейліна
- 2009 — Чудо — Наташа, вагітна дружина дипломата
- 2014 — 1+1 удома — Роза Марківна
- 2014 — 1+1 удома: 8 березня — Роза Марківна
- 2015 — Слуга народу — Ольга Юріївна Міщенко
- 2018 —Я, ти, він, вона — Сусідка

### Озвучування і дубляж
- 2012 — Казкова Русь — Баба Наташа
- 2013 — Турбо — Опік, дівчина-равлик
- 2015 — Посіпаки — Скарлет Противсіх
- 2016 — Angry Birds у кіно — Матильда
- 2019 — Angry Birds у кіно 2 — Матильда
- 2023 — Мавка. Лісова пісня — Килина

### Продюсування
- 2011 — Легенда. Людмила Гурченко[ru] — співпродюсерка

## Телебачення
- «Вечірній квартал» («Студія Квартал-95»)
- «Україно, вставай!» на каналі «Інтер».
- «Сімейний розмір»
- «Неділя з Кварталом-95»
- «ЕКІПАЖ — автомобільна програма»
- «Ліга Сміху»
- «Чисто NEWS»